# 守屋篤
守屋 篤（もりや あつし、1981年12月28日 - ）は、日本の元ラグビー選手。2016年現在、PRAS＋の理事を務めている。また2018年3月からオリジナルスポーツブランド「FourST」を立ち上げた。

## プロフィール
- 京都府出身。
- ポジションはセンター(CTB)。
- 身長 184cm、体重 78kg
- ニックネームはモリー（過去、もりやんてぃ、モリック等）[1]。
- 日本代表キャップは7。
- U21日本代表に選ばれたことがある[2]。

## 略歴
八尾ラグビースクール出身である。
2000年、花園高校卒業後、立命館大学に入る。
2004年、立命館大学卒業後、ヤマハ発動機ジュビロに加入。同年10月23日に行われたジャパンラグビートップリーグ第6節のリコーブラックラムズ戦に途中出場で公式戦初出場を果たす。 
2008年、ホンダヒートに加入。
2010年、リコーブラックラムズに加入。
2011年、キヤノンイーグルスに加入。
2014年、現役を引退した。